# Bundesautobahn 29
Bundesautobahn 29 (em português: Auto-estrada Federal 29) ou A 29, é uma auto-estrada na Alemanha.
A Bundesautobahn 29 tem 93 km de comprimento.

## Estados
Estados percorridos por esta auto-estrada:
- Baixa Saxônia